# Periloculina
Periloculina es un género de foraminífero bentónico de la familia Fabulariidae, de la superfamilia Alveolinoidea, del suborden Miliolina y del orden Miliolida. Su especie tipo es Periloculina zitteli. Su rango cronoestratigráfico abarca el Senoniense (Cretácico superior).

## Clasificación
Periloculina incluye a las siguientes especies:
- Periloculina dalmatina †
- Periloculina drobnae †
- Periloculina iranica †
- Periloculina minuta †
- Periloculina ovalis †
- Periloculina persica †
- Periloculina raincourti †
- Periloculina shirazensis †
- Periloculina slovenica †
- Periloculina zitteli †

Otra especie considerada en Periloculina es:
- Periloculina decastroi †, de posición genérica incierta